# Cal Porquer
|  | Per a altres significats, vegeu «Cal Porquer (Pardines)». |

Cal Porquer és un habitatge al nucli del Bruc (Anoia) protegit com a bé cultural d'interès local. Forma part del nucli antic de la població. Masia de planta rectangular, amb coberta a dues aigües. La major part de l'obra és tàpia i la resta de pedra turó. Aquesta casa a més d'una tipologia de masia, té unes dimensions superior a les cases existents al veïnat, i ocupa tot un costat de la plaça, configurant-la.